# Veículo aéreo não tripulado de combate

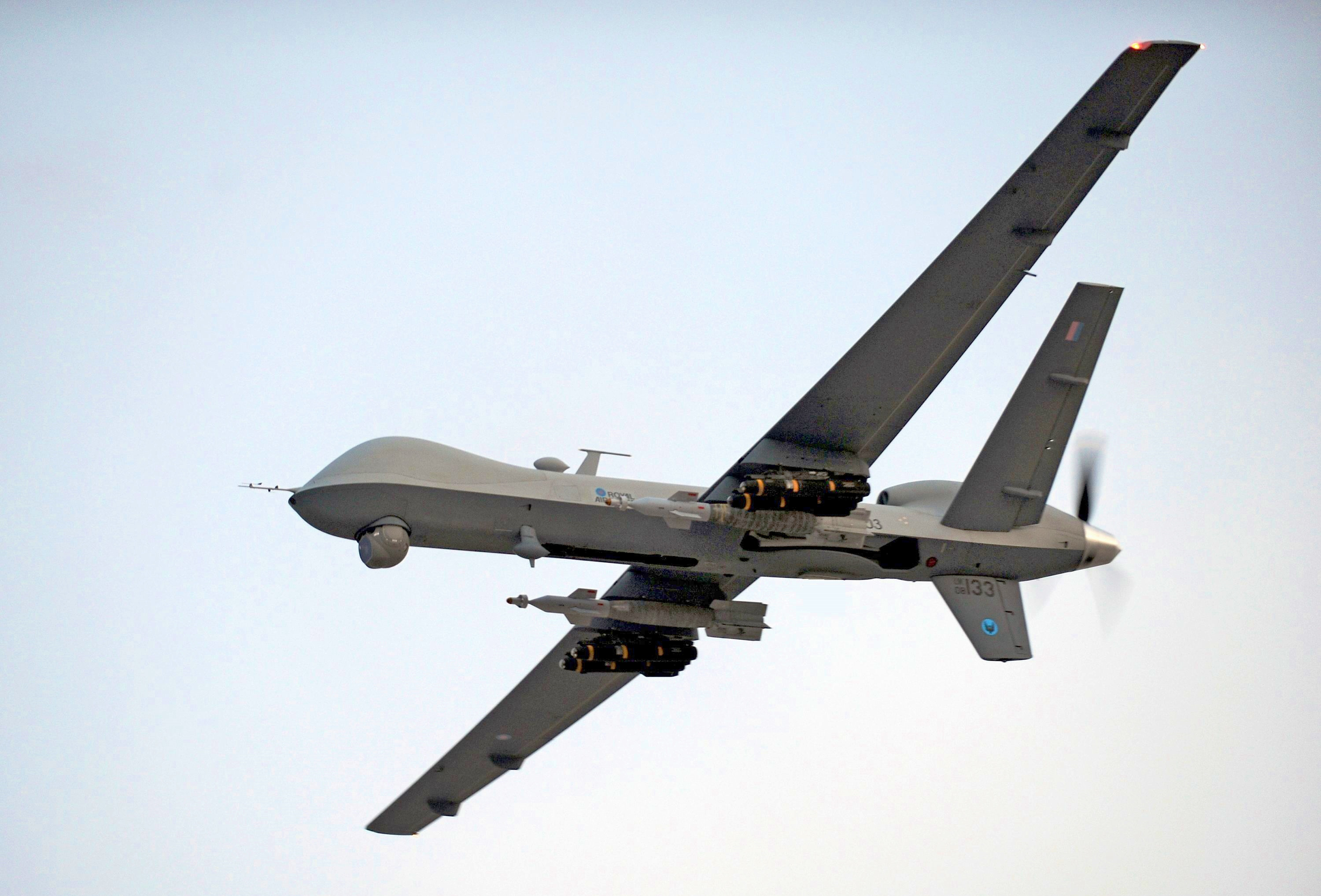
Um MQ-9 Reaper britânico sob o Afeganistão em 2009.

Um veículo aéreo de combate não tripulado (VACONT), também conhecido como drone de combate e coloquialmente chamado de drone, é um veículo aéreo não tripulado (VANT) utilizado para vigilância e reconhecimento capaz de carregar armamento aeronáutico, tais como bombas e mísseis antitanques.

## Histórico
O primeiro conceito de um drone de combate foi feito por Lee De Forest, um dos inventores do rádio, e U. A. Sanabria, um engenheiro de TV. Eles apresentaram sua ideia em um artigo de 1940, da Popular Mechanics.
O drone militar moderno, como é conhecido hoje, foi ideia de John Stuart Foster, um físico nuclear e ex-chefe do Laboratório Nacional Lawrence Livermore  (então chamado Laboratório Radioativo Lawrence). Em 1971, Foster tinha o aeromodelismo como passatempo, e teve a ideia de que esse passatempo poderia ser aplicado na construção de armas. Ele então elaborou planos, e em 1973 a DARPA (Defense Advanced Research Projects Agency) construiu dois protótipos, chamados "Prairie" e "Calera". Eles eram movidos por um motor de cortador de grama modificado e podiam ficar no ar por duas horas enquanto carregavam uma carga de 13 quilogramas.
Durante a Guerra do Yom Kippur, Israel usou drones-alvo Ryan Firebee desarmados dos EUA para estimular o Egito a disparar todo o seu arsenal de mísseis antiaéreos. Esta missão foi realizada sem ferimentos aos pilotos israelenses, que logo depois exploraram as defesas egípcias esgotadas.
Impressionados com o sucesso de Israel, os EUA adquiriram rapidamente vários VACONTs, com os primeiros sistemas americanos sendo derivados diretamente dos modelos israelenses. O primeiro emprego registrado de um VANT estadunidense em um conflito de larga escala foi na Guerra do Golfo. De acordo com um relatório do Departamento da Marinha de maio de 1991: "Pelo menos um VACONT estava no ar o tempo todo durante a Tempestade no Deserto''. Depois que a Guerra do Golfo demonstrou com sucesso sua utilidade, as forças armadas globais investiram amplamente no desenvolvimento doméstico de VANTs de combate. A primeira "morte" por um VACONT americano foi em 7 de outubro de 2001, em Candaar.
Na última década, os EUA aumentaram o uso de ataques por drones como esforço da Guerra ao Terror. Em janeiro de 2014, estimou-se que 2 400 pessoas morreram por ataques de drones estadunidenses em cinco anos. Em junho de 2015, o número total de mortos em ataques de drones nos EUA foi estimado em mais de 6 mil.
Em 2020, a Turquia se tornou o primeiro país a usar VACONTs em um grande ataque coordenado em um campo de batalha convencional quando atacaram forças na Síria. Eles foram usados para atacar posições inimigas, para fornecer cobertura para as forças terrestres e para patrulhar a artilharia. Os drones foram usados extensivamente na Guerra no Alto Carabaque de 2020 entre o Azerbaijão e a Armênia. O uso pelo Azerbaijão de drones turcos TB2 foi visto como crucial para sua vitória contra as forças armênias. Os drones também foram usados extensivamente durante a invasão russa da Ucrânia em 2022 pelas Forças Armadas da Ucrânia.